# 愛的故事 (1世代歌曲)
《愛的故事》（英語：History）是英國-愛爾蘭的男子音乐组合1世代的一首歌曲，收录于他們的第五張录音室專輯《青春創世紀》中。在團體於英國版X音素表演這首歌曲之後，歌曲取得了一定的商業成功，於是於2015年11月6日由赛科音乐作為專輯的第3支單曲發行。《愛的故事》由連恩·佩恩、路易·湯姆林森、韋恩·赫克托、艾德·杜維特、約翰·萊恩和朱利安·布內塔創作，其製作則由後兩者完成。歌曲以降G大調創作，其拍速為每分鐘88拍，拍號為
。
《愛的故事》在英國單曲排行榜最高排第6名。歌曲的音樂錄影帶於2016年1月26日在團體的YouTube上的Vevo頻道發佈。錄影帶展示了團體從出道到休團的點點滴滴，主要包括他們巡演和私人生活的鏡頭。其中前成員贊恩·馬利克的鏡頭也出現在這部影片中。影片的最後團體四人從不同方向離場。後來證實本來團員會在結尾跑回聚集在一起的。錄影帶的導演本·温斯顿表示：“結尾并不應該是表面上他們從不同方向離場的意思，其實它代表著‘夥伴們，不久後見’這類意思。”2017年，部分被刪減的鏡頭在網上洩露。

## 榜單成績
| 榜单（2015年-2016年）                | 最高 排位 |
| ------------------------------------ | --------- |
| 澳大利亚（澳大利亚唱片业协会單曲榜） | 25        |
| 奥地利（Ö3四十强单曲榜）             | 17        |
| 比利时佛兰德（Ultratop五十强单曲榜） | 44        |
| 比利时瓦隆（Ultratip榜外單曲榜）     | 13        |
| 加拿大（Canadian Hot 100）           | 46        |
| 法国（法國唱片出版業公會單曲榜）     | 54        |
| 德国（德國官方單曲榜）               | 77        |
| 愛爾蘭（愛爾蘭唱片音樂協會单曲榜）   | 8         |
| 意大利（意大利音乐产业联盟单曲榜）   | 7         |
| 荷兰（百强单曲榜）                   | 72        |
| 新西兰（新西兰唱片音乐协会单曲榜）   | 14        |
| 蘇格蘭（官方榜单公司單曲榜）         | 3         |
| 西班牙（西班牙音樂製作協會）         | 31        |
| 瑞典（瑞典最熱榜）                   | 63        |
| 瑞士（瑞士热门音乐榜）               | 52        |
| 英國（官方榜单公司單曲榜）           | 6         |
| 美国（《告示牌》百大單曲榜）         | 65        |
| 美國（《告示牌》Pop Airplay）        | 33        |

| 榜单（2016年）             | 排位 |
| -------------------------- | ---- |
| 英国（官方榜单公司單曲榜） | 45   |

## 销售认证
| 地區                                     | 认证    | 认证单位/销量 |
| ---------------------------------------- | ------- | ------------- |
| 澳大利亚（澳大利亚唱片业协会）           | 2× 白金 | 140,000‡      |
| 加拿大（加拿大音乐协会）                 | 金      | 40,000‡       |
| 丹麦（國際唱片業協會丹麥分會）           | 金      | 45,000‡       |
| 意大利（意大利音乐产业联盟）             | 金      | 25,000‡       |
| 墨西哥（墨西哥音像製品協會）             | 白金    | 60,000‡       |
| 新西兰（新西兰唱片音乐协会）             | 白金    | 15,000*       |
| 波兰（波蘭音像製造商協會）               | 金      | 25,000‡       |
| 西班牙（西班牙音樂製作協會）             | 金      | 30,000‡       |
| 英国（英国唱片业协会）                   | 2× 白金 | 1,300,000     |
| *僅含認證的實際銷量 ‡僅含認證的+實際銷量 |         |               |